# Foveoleberis ymchengi
Foveoleberis ymchengi is een mosselkreeftjessoort uit de familie van de Xestoleberididae. De wetenschappelijke naam van de soort is voor het eerst geldig gepubliceerd in 1980 door Malz.